# Microtis familiaris
Microtis familiaris är en orkidéart som beskrevs av Robert J. Bates. Microtis familiaris ingår i släktet Microtis och familjen orkidéer. Inga underarter finns listade i Catalogue of Life.